# بیوک ریتا

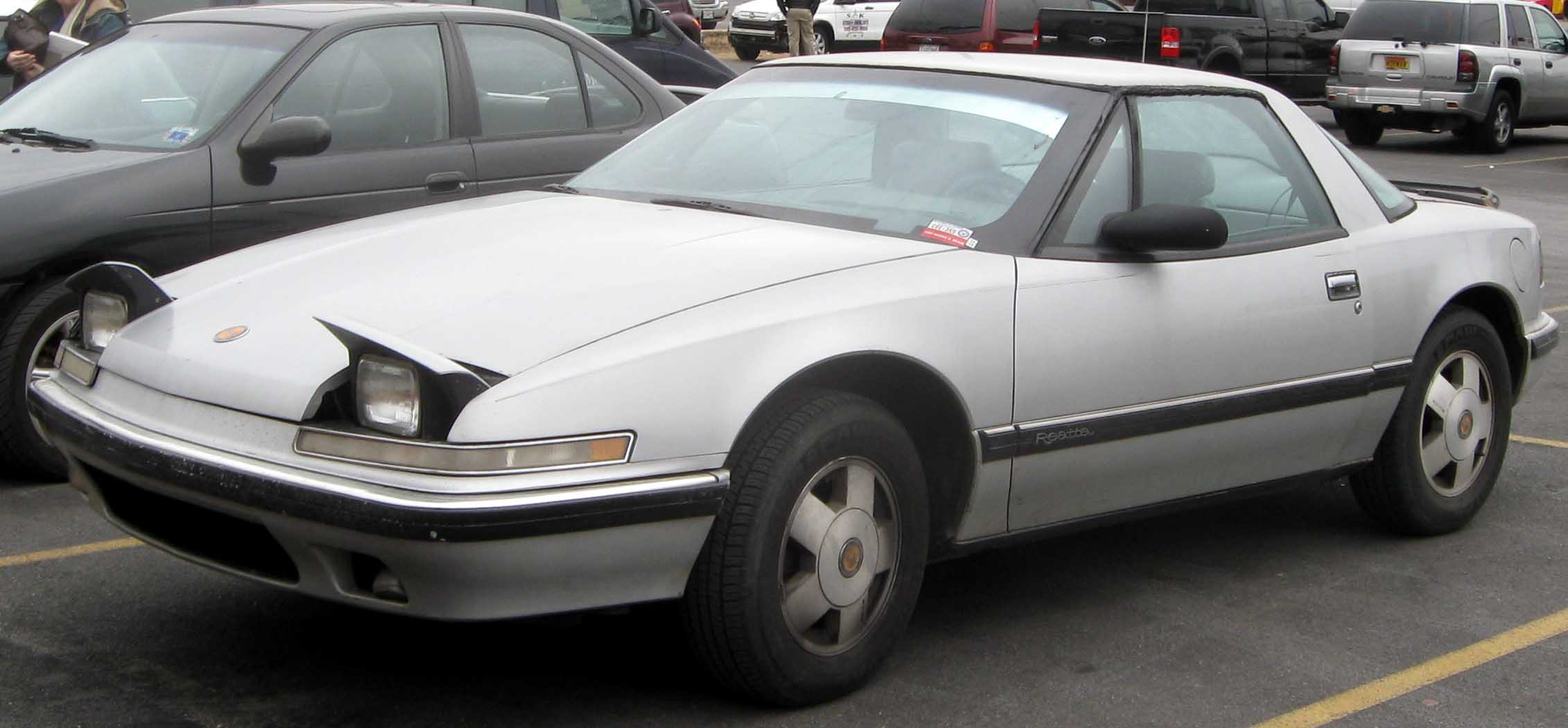

بیوک ریتا (Buick Reatta) خودرویی است که در سال‌های ۱۹۸۸ تا ۱۹۹۱در لنسینگ و ایالات متحده آمریکا تولید شده‌است. است. سیستم جعبه‌دندهٔ آن به صورت خودکار است.